# Veit Bach

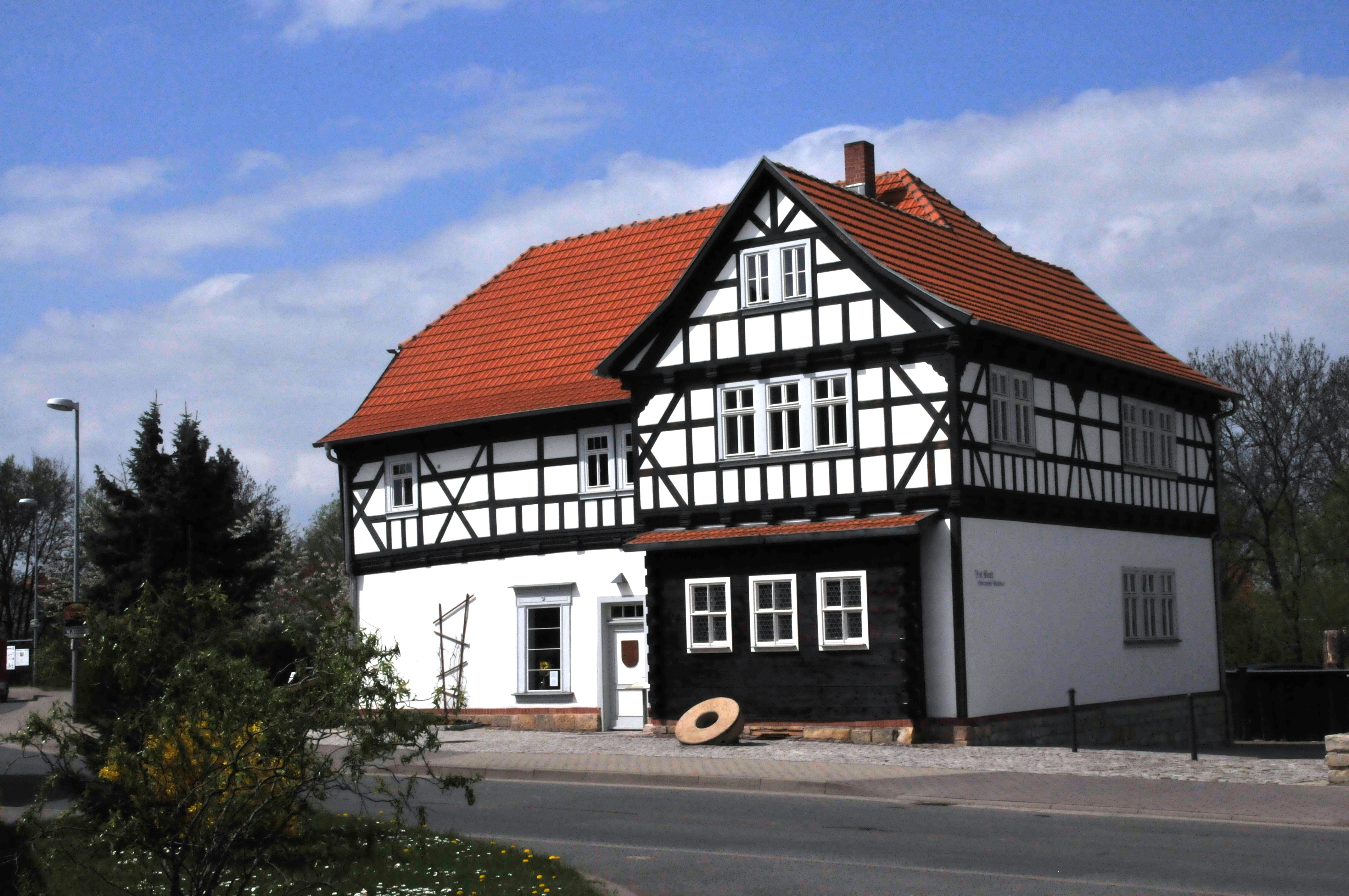
Veit-Bach-Obermühle in Wechmar

Veit Bach (* um 1550; † 8. März 1619 in Wechmar; nach der Theorie von Christoph Wolff: * vielleicht um 1520 in Pressburg; † vor 1577/78 in Wechmar) ist der älteste historisch gesicherte Vorfahre der weit verzweigten deutschen Musikerfamilie Bach und der Ururgroßvater Johann Sebastian Bachs. Veit Bach war Bäcker, Müller und Amateurmusiker und gilt damit auch als Begründer der musikalischen Tradition in der Familie Bach.

## Leben
Veit Bach war Bäcker in Ungarn und lutherisch. Vor der Gegenreformation flüchtete er nach Wechmar in Thüringen, wo er als Bäcker und Müller arbeitete. Nach einer 1735 von Johann Sebastian Bach geschriebenen Familienchronik spielte er zum Zeitvertreib das „Cythringen“ (Cithrinchen), eine Art von Cister:

„Vitus Bach, ein Weißbecker in Ungern, hat im 16ten Seculo der lutherischen Religion halben aus Ungern entweichen müßen. Ist dannen hero, nachdem er seine Güter, so viel es sich hat wollen thun laßen, zu Gelde gemacht in Teütschland gezogen; und da er in Thüringen genugsame Sicherheit vor die lutherische Religion gefunden, hat er sich in Wechmar, nahe bei Gotha niedergelaßen, und seine Beckers Profession fortgetrieben. Er hat sein meistes Vergnügen an einem Cythringen gehabt welches er auch mit in die Mühle genommen, und unter währendem Mahlen daraufgespielet. (Es muss doch hübsch zusammen geklungen haben! Wiewol er doch dabey den Tact sich hat imprimiren lernen.) Und dieses ist gleichsam der Anfang zur Music bey seinen Nachkommen gewesen.“

Veit Bachs genauer Wohnort in Ungarn ist nicht bekannt. J. M. Korabinsky behauptete in seinem Buch Beschreibung der […] Stadt Preßburg (Pressburg 1784), dass die damals zu Ungarn gehörige Stadt Pressburg (das heutige Bratislava) Veit Bachs ungarischer Wohnsitz gewesen sei, doch hält Geiringer dies nur für eine unbewiesene Aussage.
Veit Bach hatte mindestens zwei Söhne. Der ältere Sohn namens Johannes Bach († 1626), der Urgroßvater von Johann Sebastian Bach, war Musikant und Teppichweber in Wechmar. Der jüngere Sohn war Philippus „Lips“ Bach († 1620), Teppichwirker in Wechmar und Stammvater der Meininger Linie der Musikerfamilie Bach.
Das Verwandtschaftsverhältnis zwischen Veit Bach und Caspar Bach (um 1570/78–um 1642/43), Stadtpfeifer in Gotha und Arnstadt, wird in den unten vorgestellten Theorien unterschiedlich eingeschätzt: Nach der ersten Annahme war er vielleicht ein Bruder, nach der zweiten Vermutung ein weiterer Sohn und nach der dritten Hypothese ein Neffe von Veit Bach. Ein Zimmermann Han(n)s Bach (um 1555–1615), der als Spielmann und Schalksnarr am Hof der verwitweten Herzogin Ursula von Württemberg in Nürtingen tätig war, könnte nach der ersten Theorie ein Bruder von Veit Bach gewesen sein, nach der zweiten ein Cousin sein, nach der dritten Theorie ist er überhaupt nicht sicher in den Stammbaum einzuordnen.

## Theorien über Veit Bachs Herkunft
Der oben zitierte Bericht Johann Sebastian Bachs macht keine Angaben zur Herkunft von Veit Bach. Dies hat zu verschiedenen Ansichten über seine Herkunft geführt (siehe die drei folgenden Unterabschnitte). Es wird aber allgemein davon ausgegangen, dass die Familie Bach nicht ursprünglich aus Ungarn stammte, da sich der Name Bach an verschiedenen Orten Thüringens das ganze 16. Jahrhundert hindurch nachweisen lässt. In Wechmar wird 1561 ein Mann namens Hans Bach als Mitglied der Gemeindevormundschaft erwähnt.

### Erste Theorie: Veit Bach selbst wanderte von Wechmar nach Ungarn aus und kehrte später zurück
Die in der Bach-Forschung traditionell vertretene Theorie besagt, dass Veit Bach ursprünglich aus Wechmar gestammt habe. Der 1561 in Wechmar erwähnte Hans Bach sei vermutlich sein Vater gewesen. Veit Bach selbst sei auf seiner Gesellenreise nach Ungarn gekommen und habe sich dort niedergelassen, bis ihn religiöse Verfolgung zur Rückkehr nach Wechmar genötigt habe.
Nach dieser Theorie ergibt sich folgender Stammbaum (unsichere Abstammungen gestrichelt):
|                              |                              |                              |                              |                              |                              |                          |                          |                                |                                | Hans Bach (erwähnt 1561)       |                                |                                     |                                     |                                     |                                     |                                     |                                     |  |  |                                       |                                       |                                       |                                       |                                       |                                       |  |  |  |  |  |  |  |  |  |  |  |  |  |  |  |  |  |  |
|                              |                              |                              |                              |                              |                              |                          |                          |                                |                                |                                |                                |                                     |                                     |                                     |                                     |                                     |                                     |  |  |                                       |                                       |                                       |                                       |                                       |                                       |  |  |  |  |  |  |  |  |  |  |  |  |  |  |  |  |  |  |
|                              |                              |                              |                              |                              |                              |                          |                          |                                |                                |                                |                                |                                     |                                     |                                     |                                     |                                     |                                     |  |  |                                       |                                       |                                       |                                       |                                       |                                       |  |  |  |  |  |  |  |  |  |  |  |  |  |  |  |  |  |  |
|                              |                              |                              |                              | Veit Bach (um 1550–1619)     | Veit Bach (um 1550–1619)     | Veit Bach (um 1550–1619) | Veit Bach (um 1550–1619) | Veit Bach (um 1550–1619)       | Veit Bach (um 1550–1619)       |                                |                                | Hans Bach „der Hofnarr“ (1555–1615) | Hans Bach „der Hofnarr“ (1555–1615) | Hans Bach „der Hofnarr“ (1555–1615) | Hans Bach „der Hofnarr“ (1555–1615) | Hans Bach „der Hofnarr“ (1555–1615) | Hans Bach „der Hofnarr“ (1555–1615) |  |  | Caspar Bach (um 1570–um 1642)         | Caspar Bach (um 1570–um 1642)         | Caspar Bach (um 1570–um 1642)         | Caspar Bach (um 1570–um 1642)         | Caspar Bach (um 1570–um 1642)         | Caspar Bach (um 1570–um 1642)         |  |  |  |  |  |  |  |  |  |  |  |  |  |  |  |  |  |  |
|                              |                              |                              |                              | Veit Bach (um 1550–1619)     | Veit Bach (um 1550–1619)     | Veit Bach (um 1550–1619) | Veit Bach (um 1550–1619) | Veit Bach (um 1550–1619)       | Veit Bach (um 1550–1619)       |                                |                                | Hans Bach „der Hofnarr“ (1555–1615) | Hans Bach „der Hofnarr“ (1555–1615) | Hans Bach „der Hofnarr“ (1555–1615) | Hans Bach „der Hofnarr“ (1555–1615) | Hans Bach „der Hofnarr“ (1555–1615) | Hans Bach „der Hofnarr“ (1555–1615) |  |  | Caspar Bach (um 1570–um 1642)         | Caspar Bach (um 1570–um 1642)         | Caspar Bach (um 1570–um 1642)         | Caspar Bach (um 1570–um 1642)         | Caspar Bach (um 1570–um 1642)         | Caspar Bach (um 1570–um 1642)         |  |  |  |  |  |  |  |  |  |  |  |  |  |  |  |  |  |  |
|                              |                              |                              |                              |                              |                              |                          |                          |                                |                                |                                |                                |                                     |                                     |                                     |                                     |                                     |                                     |  |  |                                       |                                       |                                       |                                       |                                       |                                       |  |  |  |  |  |  |  |  |  |  |  |  |  |  |  |  |  |  |
| Johannes Bach (um 1580–1626) | Johannes Bach (um 1580–1626) | Johannes Bach (um 1580–1626) | Johannes Bach (um 1580–1626) | Johannes Bach (um 1580–1626) | Johannes Bach (um 1580–1626) |                          |                          | Philippus (Lips) Bach († 1620) | Philippus (Lips) Bach († 1620) | Philippus (Lips) Bach († 1620) | Philippus (Lips) Bach († 1620) | Philippus (Lips) Bach († 1620)      | Philippus (Lips) Bach († 1620)      |                                     |                                     |                                     |                                     |  |  | Caspar Bach d. J. (um 1600–nach 1625) | Caspar Bach d. J. (um 1600–nach 1625) | Caspar Bach d. J. (um 1600–nach 1625) | Caspar Bach d. J. (um 1600–nach 1625) | Caspar Bach d. J. (um 1600–nach 1625) | Caspar Bach d. J. (um 1600–nach 1625) |  |  |  |  |  |  |  |  |  |  |  |  |  |  |  |  |  |  |

### Zweite Theorie: Veit Bach lebte schon in zweiter Generation in Ungarn und verließ es um 1590
Gegen die traditionelle Theorie wandte sich zuerst Walther Rauschenberger (1950): Wenn Veit Bach selbst aus Deutschland ausgewandert ist, warum nannte J. S. Bach ihn dann „einen Weißbäcker in Ungarn“, ohne seine deutsche Herkunft zu erwähnen? Und wie hätte Veit Bach, wenn er erst als Geselle nach Ungarn gekommen wäre, so schnell ein nennenswertes Vermögen ansammeln können? J. S. Bach spricht ja davon, Veit habe vor seiner Auswanderung „seine Güter, so viel es sich hat wollen thun laßen, zu Gelde gemacht“. Sei es dann nicht wahrscheinlicher, dass Veit Bach schon in Ungarn geboren worden sei und die „Güter“, d. h. also Grund- und Immobilienbesitz, von seinem Vater geerbt habe?
Kurt Hermann Frickel hat diese Überlegungen weitergeführt (1994). Der 1561 in Wechmar erwähnte Hans Bach sei nicht Veit Bachs Vater, sondern sein Großvater gewesen. Es sei davon auszugehen, dass bereits Veit Bachs Vater, Sohn dieses Hans Bach, nach Ungarn ausgewandert sei. Veit Bachs Vater wird namentlich nirgends erwähnt, doch vermutet Frickel, dass er mit Vornamen ebenfalls Veit geheißen haben könne: Der heilige Vitus ist nämlich u. a. Schutzpatron der Kirche in Wechmar, so dass die Vergabe dieses Vornamens an einen in Wechmar geborenen Bach naheliege.
Ein weiterer Angehöriger der Familie Bach, Johann Christoph Bach, Kantor und Organist in Gehren, erwähnte am 15. Juli 1727 in einem Brief, dass „die weltbekannte Bachsche Familie“ ihre Genealogie von 1504 an „aufweisen kann“. Diese Jahreszahl möchte Frickel auf das Geburtsjahr des Hans Bach beziehen. Als er 1561 Mitglied der Wechmarer Gemeindevormundschaft wurde, sei er also 57 Jahre und damit entsprechend lebenserfahren für einen solchen Posten gewesen. Wenn man dann, so Frickel, eine 24-jährige Generationenfolge zugrunde lege, sei der hypothetische Veit Bach d. Ä. um 1528 geboren und Veit Bach d. J. um 1552. Zwar hätten die Glaubensverfolgungen in Ungarn bereits mit dem Regierungsantritt von Kaiser Rudolf II. (1576–1612) eingesetzt, jedoch anfangs noch nicht so viel Druck erzeugt, dass Veit Bach d. J. sofort ausgewandert sei; auch habe er seinen Eltern einen solchen Umzug wohl nicht mehr zumuten wollen. Bei einem angenommenen Lebensalter von etwa 60 Jahren könne Veit Bach d. Ä. um 1588 verstorben sein und erst danach, zu Beginn der 1590er Jahre, sei Veit Bach d. J. in die alte Heimat seiner Familie, das lutherische Thüringen, zurückgekehrt.
Nach dieser Theorie ergibt sich folgender Stammbaum (unsichere Abstammungen gestrichelt, hypothetische Personen kursiv, Lebensdaten im Vergleich zum ersten Stammbaum z. T. etwas anders eingeschätzt):
|                                       |                                       |                                       |                                       |                                       |                                       |                                   |                                   |                                         |                                         |                                         |                                         | Hans Bach (1504–nach 1561)              |                                         |  |  |                                               |                                               |                                               |                                               |                                               |                                               |                                              |                                              |                                              |                                              |                                  |                                  |                                  |                                  |  |  |  |  |  |  |  |  |  |  |  |  |
|                                       |                                       |                                       |                                       |                                       |                                       |                                   |                                   |                                         |                                         |                                         |                                         |                                         |                                         |  |  |                                               |                                               |                                               |                                               |                                               |                                               |                                              |                                              |                                              |                                              |                                  |                                  |                                  |                                  |  |  |  |  |  |  |  |  |  |  |  |  |
|                                       |                                       |                                       |                                       |                                       |                                       |                                   |                                   |                                         |                                         |                                         |                                         |                                         |                                         |  |  |                                               |                                               |                                               |                                               |                                               |                                               |                                              |                                              |                                              |                                              |                                  |                                  |                                  |                                  |  |  |  |  |  |  |  |  |  |  |  |  |
|                                       |                                       |                                       |                                       | Veit Bach d. Ä. (um 1528–um 1588)     | Veit Bach d. Ä. (um 1528–um 1588)     | Veit Bach d. Ä. (um 1528–um 1588) | Veit Bach d. Ä. (um 1528–um 1588) | Veit Bach d. Ä. (um 1528–um 1588)       | Veit Bach d. Ä. (um 1528–um 1588)       |                                         |                                         |                                         |                                         |  |  |                                               |                                               |                                               |                                               | Hanns Bach d. Ä. (um 1530–um 1590)            | Hanns Bach d. Ä. (um 1530–um 1590)            | Hanns Bach d. Ä. (um 1530–um 1590)           | Hanns Bach d. Ä. (um 1530–um 1590)           | Hanns Bach d. Ä. (um 1530–um 1590)           | Hanns Bach d. Ä. (um 1530–um 1590)           |                                  |                                  |                                  |                                  |  |  |  |  |  |  |  |  |  |  |  |  |
|                                       |                                       |                                       |                                       | Veit Bach d. Ä. (um 1528–um 1588)     | Veit Bach d. Ä. (um 1528–um 1588)     | Veit Bach d. Ä. (um 1528–um 1588) | Veit Bach d. Ä. (um 1528–um 1588) | Veit Bach d. Ä. (um 1528–um 1588)       | Veit Bach d. Ä. (um 1528–um 1588)       |                                         |                                         |                                         |                                         |  |  |                                               |                                               |                                               |                                               | Hanns Bach d. Ä. (um 1530–um 1590)            | Hanns Bach d. Ä. (um 1530–um 1590)            | Hanns Bach d. Ä. (um 1530–um 1590)           | Hanns Bach d. Ä. (um 1530–um 1590)           | Hanns Bach d. Ä. (um 1530–um 1590)           | Hanns Bach d. Ä. (um 1530–um 1590)           |                                  |                                  |                                  |                                  |  |  |  |  |  |  |  |  |  |  |  |  |
|                                       |                                       |                                       |                                       | Veit Bach d. J. (um 1552–1619)        | Veit Bach d. J. (um 1552–1619)        | Veit Bach d. J. (um 1552–1619)    | Veit Bach d. J. (um 1552–1619)    | Veit Bach d. J. (um 1552–1619)          | Veit Bach d. J. (um 1552–1619)          |                                         |                                         |                                         |                                         |  |  |                                               |                                               |                                               |                                               | Hanns Bach d. J. „der Spielmann“ (1555–1615)  | Hanns Bach d. J. „der Spielmann“ (1555–1615)  | Hanns Bach d. J. „der Spielmann“ (1555–1615) | Hanns Bach d. J. „der Spielmann“ (1555–1615) | Hanns Bach d. J. „der Spielmann“ (1555–1615) | Hanns Bach d. J. „der Spielmann“ (1555–1615) |                                  |                                  |                                  |                                  |  |  |  |  |  |  |  |  |  |  |  |  |
|                                       |                                       |                                       |                                       | Veit Bach d. J. (um 1552–1619)        | Veit Bach d. J. (um 1552–1619)        | Veit Bach d. J. (um 1552–1619)    | Veit Bach d. J. (um 1552–1619)    | Veit Bach d. J. (um 1552–1619)          | Veit Bach d. J. (um 1552–1619)          |                                         |                                         |                                         |                                         |  |  |                                               |                                               |                                               |                                               | Hanns Bach d. J. „der Spielmann“ (1555–1615)  | Hanns Bach d. J. „der Spielmann“ (1555–1615)  | Hanns Bach d. J. „der Spielmann“ (1555–1615) | Hanns Bach d. J. „der Spielmann“ (1555–1615) | Hanns Bach d. J. „der Spielmann“ (1555–1615) | Hanns Bach d. J. „der Spielmann“ (1555–1615) |                                  |                                  |                                  |                                  |  |  |  |  |  |  |  |  |  |  |  |  |
|                                       |                                       |                                       |                                       |                                       |                                       |                                   |                                   |                                         |                                         |                                         |                                         |                                         |                                         |  |  |                                               |                                               |                                               |                                               |                                               |                                               |                                              |                                              |                                              |                                              |                                  |                                  |                                  |                                  |  |  |  |  |  |  |  |  |  |  |  |  |
| Johannes Bach (um 1576–1626), Wechmar | Johannes Bach (um 1576–1626), Wechmar | Johannes Bach (um 1576–1626), Wechmar | Johannes Bach (um 1576–1626), Wechmar | Johannes Bach (um 1576–1626), Wechmar | Johannes Bach (um 1576–1626), Wechmar |                                   |                                   | Caspar Bach (um 1578–um 1643), Arnstadt | Caspar Bach (um 1578–um 1643), Arnstadt | Caspar Bach (um 1578–um 1643), Arnstadt | Caspar Bach (um 1578–um 1643), Arnstadt | Caspar Bach (um 1578–um 1643), Arnstadt | Caspar Bach (um 1578–um 1643), Arnstadt |  |  | Philippus (Lips) Bach (um 1580–1620), Wechmar | Philippus (Lips) Bach (um 1580–1620), Wechmar | Philippus (Lips) Bach (um 1580–1620), Wechmar | Philippus (Lips) Bach (um 1580–1620), Wechmar | Philippus (Lips) Bach (um 1580–1620), Wechmar | Philippus (Lips) Bach (um 1580–1620), Wechmar |                                              |                                              | Andreas Bach (1587–1637), Themar             | Andreas Bach (1587–1637), Themar             | Andreas Bach (1587–1637), Themar | Andreas Bach (1587–1637), Themar | Andreas Bach (1587–1637), Themar | Andreas Bach (1587–1637), Themar |  |  |  |  |  |  |  |  |  |  |  |  |

### Dritte Theorie: Veit Bach lebte in zweiter Generation in der Slowakei und verließ sie bereits um 1545
Eine dritte Theorie wurde von Christoph Wolff in The New Grove Bach Family publiziert (1997). Auch laut dieser Theorie stammt die Familie Bach ursprünglich aus Thüringen, wo erste Bach-Namensträger schon im 14. Jahrhundert erwähnt werden. Doch sei der Bach-Stammvater Veit als Sohn eines früheren Auswanderes in Mähren oder in der Slowakei geboren worden; denn die Ortsangabe „Ungarn“ in Johann Sebastian Bachs Familienchronik sei nicht wörtlich zu nehmen und habe im allgemeinen Sprachgebrauch der damaligen Zeit die Zentralregionen der Habsburgermonarchie bezeichnet. Wenn das Zeugnis von Korabinski aus dem Jahr 1784 (siehe oben) stimme, dass Veit Bach in Pressburg gelebt habe, sei das auch vielleicht sein Geburtsort. Ein ungefähres Geburtsjahr nennt Wolff nicht, doch müsste Veit Bach nach seiner Theorie etwa eine Generation früher geboren sein als in der ersten und zweiten Theorie angenommen (grob um 1520). Denn Wolff geht davon aus, dass Veit Bach schon während des Schmalkaldischen Krieges (1545–47) vertrieben worden und nach Wechmar gegangen sei. Dort sei er bereits um 1577 verstorben – denn in diesem Jahr würden seine Söhne Johannes Bach und Lips Bach als Hausbesitzer in Wechmar erwähnt (sie hätten also ihren Vater zu dem Zeitpunkt vermutlich schon beerbt). Der 1561 erwähnte Hans Bach müsse ein Bruder oder Cousin dieses Veit Bach gewesen sein. Jener Veit Bach, dessen Tod im Jahr 1619 in den Kirchenbüchern von Wechmar verzeichnet ist, sei ein anderer Familienangehöriger, vielleicht ein Cousin des Stammvaters Veit Bach, gewesen.
Damit kommt Wolff zu folgendem Stammbaum (unsichere Abstammungen gestrichelt):
|                                                                                       |                                                                                       |                                                                                       |                                                                                       |                                                                                       |                                                                                       |                              |                              | | | | | … Bach                                                                                              | |  |  | | | | | | |                          |                          |                          |                          |                          |                          |                          |                          |  |  |  |  |  |  |  |  |  |  |  |  |  |  |  |  |  |  |  |  |  |  |  |  |
|                                                                                       |                                                                                       |                                                                                       |                                                                                       |                                                                                       |                                                                                       |                              |                              | | | | | | |  |  | | | | | | |                          |                          |                          |                          |                          |                          |                          |                          |  |  |  |  |  |  |  |  |  |  |  |  |  |  |  |  |  |  |  |  |  |  |  |  |
|                                                                                       |                                                                                       |                                                                                       |                                                                                       |                                                                                       |                                                                                       |                              |                              | | | | | | |  |  | | | | | | |                          |                          |                          |                          |                          |                          |                          |                          |  |  |  |  |  |  |  |  |  |  |  |  |  |  |  |  |  |  |  |  |  |  |  |  |
|                                                                                       |                                                                                       |                                                                                       |                                                                                       | Veit Bach d. Ä. († vor 1578)                                                          | Veit Bach d. Ä. († vor 1578)                                                          | Veit Bach d. Ä. († vor 1578) | Veit Bach d. Ä. († vor 1578) | Veit Bach d. Ä. († vor 1578)                                                                        | Veit Bach d. Ä. († vor 1578)                                                                        | | | | |  |  | | | | | Hans Bach (erwähnt 1561) | Hans Bach (erwähnt 1561) | Hans Bach (erwähnt 1561) | Hans Bach (erwähnt 1561) | Hans Bach (erwähnt 1561) | Hans Bach (erwähnt 1561) |                          |                          |                          |                          |  |  |  |  |  |  |  |  |  |  |  |  |  |  |  |  |  |  |  |  |  |  |  |  |
|                                                                                       |                                                                                       |                                                                                       |                                                                                       | Veit Bach d. Ä. († vor 1578)                                                          | Veit Bach d. Ä. († vor 1578)                                                          | Veit Bach d. Ä. († vor 1578) | Veit Bach d. Ä. († vor 1578) | Veit Bach d. Ä. († vor 1578)                                                                        | Veit Bach d. Ä. († vor 1578)                                                                        | | | | |  |  | | | | | Hans Bach (erwähnt 1561) | Hans Bach (erwähnt 1561) | Hans Bach (erwähnt 1561) | Hans Bach (erwähnt 1561) | Hans Bach (erwähnt 1561) | Hans Bach (erwähnt 1561) |                          |                          |                          |                          |  |  |  |  |  |  |  |  |  |  |  |  |  |  |  |  |  |  |  |  |  |  |  |  |
|                                                                                       |                                                                                       |                                                                                       |                                                                                       |                                                                                       |                                                                                       |                              |                              | | | | | | |  |  | | | | | | |                          |                          |                          |                          |                          |                          |                          |                          |  |  |  |  |  |  |  |  |  |  |  |  |  |  |  |  |  |  |  |  |  |  |  |  |
| Johannes Bach (um 1550–1626)                                                          | Johannes Bach (um 1550–1626)                                                          | Johannes Bach (um 1550–1626)                                                          | Johannes Bach (um 1550–1626)                                                          | Johannes Bach (um 1550–1626)                                                          | Johannes Bach (um 1550–1626)                                                          |                              |                              | [Lips] Bach (um 1552–?)                                                                             | [Lips] Bach (um 1552–?)                                                                             | [Lips] Bach (um 1552–?)                                                                             | [Lips] Bach (um 1552–?)                                                                             | [Lips] Bach (um 1552–?)                                                                             | [Lips] Bach (um 1552–?)                                                                             |  |  | Caspar Bach (um 1578–1640) | Caspar Bach (um 1578–1640) | Caspar Bach (um 1578–1640) | Caspar Bach (um 1578–1640) | Caspar Bach (um 1578–1640) | Caspar Bach (um 1578–1640) |                          |                          | Veit Bach d. J. († 1619) | Veit Bach d. J. († 1619) | Veit Bach d. J. († 1619) | Veit Bach d. J. († 1619) | Veit Bach d. J. († 1619) | Veit Bach d. J. († 1619) |  |  |  |  |  |  |  |  |  |  |  |  |  |  |  |  |  |  |  |  |  |  |  |  |
| Johannes Bach (um 1550–1626)                                                          | Johannes Bach (um 1550–1626)                                                          | Johannes Bach (um 1550–1626)                                                          | Johannes Bach (um 1550–1626)                                                          | Johannes Bach (um 1550–1626)                                                          | Johannes Bach (um 1550–1626)                                                          |                              |                              | [Lips] Bach (um 1552–?)                                                                             | [Lips] Bach (um 1552–?)                                                                             | [Lips] Bach (um 1552–?)                                                                             | [Lips] Bach (um 1552–?)                                                                             | [Lips] Bach (um 1552–?)                                                                             | [Lips] Bach (um 1552–?)                                                                             |  |  | Caspar Bach (um 1578–1640) | Caspar Bach (um 1578–1640) | Caspar Bach (um 1578–1640) | Caspar Bach (um 1578–1640) | Caspar Bach (um 1578–1640) | Caspar Bach (um 1578–1640) |                          |                          | Veit Bach d. J. († 1619) | Veit Bach d. J. († 1619) | Veit Bach d. J. († 1619) | Veit Bach d. J. († 1619) | Veit Bach d. J. († 1619) | Veit Bach d. J. († 1619) |  |  |  |  |  |  |  |  |  |  |  |  |  |  |  |  |  |  |  |  |  |  |  |  |
| 3 Söhne: Johann Bach (1604–1673) Christoph Bach (1613–1661) Heinrich Bach (1615–1692) | 3 Söhne: Johann Bach (1604–1673) Christoph Bach (1613–1661) Heinrich Bach (1615–1692) | 3 Söhne: Johann Bach (1604–1673) Christoph Bach (1613–1661) Heinrich Bach (1615–1692) | 3 Söhne: Johann Bach (1604–1673) Christoph Bach (1613–1661) Heinrich Bach (1615–1692) | 3 Söhne: Johann Bach (1604–1673) Christoph Bach (1613–1661) Heinrich Bach (1615–1692) | 3 Söhne: Johann Bach (1604–1673) Christoph Bach (1613–1661) Heinrich Bach (1615–1692) |                              |                              | 2–3 Söhne: unsicher: [Wendell] Bach (ca. 1580–…) Andreas Bach (1587–1637) Lips Bach (ca. 1590–1620) | 2–3 Söhne: unsicher: [Wendell] Bach (ca. 1580–…) Andreas Bach (1587–1637) Lips Bach (ca. 1590–1620) | 2–3 Söhne: unsicher: [Wendell] Bach (ca. 1580–…) Andreas Bach (1587–1637) Lips Bach (ca. 1590–1620) | 2–3 Söhne: unsicher: [Wendell] Bach (ca. 1580–…) Andreas Bach (1587–1637) Lips Bach (ca. 1590–1620) | 2–3 Söhne: unsicher: [Wendell] Bach (ca. 1580–…) Andreas Bach (1587–1637) Lips Bach (ca. 1590–1620) | 2–3 Söhne: unsicher: [Wendell] Bach (ca. 1580–…) Andreas Bach (1587–1637) Lips Bach (ca. 1590–1620) |  |  | 5 Söhne: Caspar Bach (um 1600–…) Melchior Bach (1603–1634) Johannes Bach (1612–1632) Nicolaus Bach (1618–1637) Heinrich Bach, der „blinde Jonas“ († 1635) | 5 Söhne: Caspar Bach (um 1600–…) Melchior Bach (1603–1634) Johannes Bach (1612–1632) Nicolaus Bach (1618–1637) Heinrich Bach, der „blinde Jonas“ († 1635) | 5 Söhne: Caspar Bach (um 1600–…) Melchior Bach (1603–1634) Johannes Bach (1612–1632) Nicolaus Bach (1618–1637) Heinrich Bach, der „blinde Jonas“ († 1635) | 5 Söhne: Caspar Bach (um 1600–…) Melchior Bach (1603–1634) Johannes Bach (1612–1632) Nicolaus Bach (1618–1637) Heinrich Bach, der „blinde Jonas“ († 1635) | 5 Söhne: Caspar Bach (um 1600–…) Melchior Bach (1603–1634) Johannes Bach (1612–1632) Nicolaus Bach (1618–1637) Heinrich Bach, der „blinde Jonas“ († 1635) | 5 Söhne: Caspar Bach (um 1600–…) Melchior Bach (1603–1634) Johannes Bach (1612–1632) Nicolaus Bach (1618–1637) Heinrich Bach, der „blinde Jonas“ († 1635) |                          |                          |                          |                          |                          |                          |                          |                          |  |  |  |  |  |  |  |  |  |  |  |  |  |  |  |  |  |  |  |  |  |  |  |  |

## Die Veit-Bach-Obermühle in Wechmar
Im November 2003 wurde nach dreijähriger Restaurierung die historische Obermühle in Wechmar als Museum und seinerzeit jüngste Bachgedenkstätte übergeben. Das seither Veit-Bach-Obermühle genannte Baudenkmal aus dem Jahre 1685 weist als Besonderheit eine Thüringer Bohlenstube von 1585 auf. Im Obergeschoss der Mühle befindet sich seit 2004 der Bildzyklus Die Familie Bach des Mühlberger Künstlers Lars Schüller mit elf großformatigen Tafeln zur Geschichte der Musikerfamilie.

## Veit-Bach-Festspiele
Seit 2000 richtet der Wechmarer Heimatverein e.V. vierjährlich die nach Veit Bach benannten Festspiele aus, in deren Rahmen jeweils ein großes Volkstheaterstück mit über 100 Laiendarstellern in historischen Trachten uraufgeführt wird.
Im Bach-Jahr 2000 feierte das von dem Gothaer Autor Andreas M. Cramer geschriebene Stück Veit Bach. Urvater der Musikerfamilie Bach unter der Regie von Antje Körbs am 21. Juli seine Uraufführung in Wechmar. 63 Darsteller, zwei Chöre und zwei Tanzgruppen stellten die (fiktiven) familiären Geschehnisse der Familie Bach zwischen 1590 (dem vermuteten Jahr der Rückkehr Veits nach Thüringen, der Heimat seiner Vorfahren) und 1635 (dem Weggang von Veits Enkeln Johann, Heinrich und Christoph aus Wechmar) dar.
Bislang im Rahmen der Veit-Bach-Festspiele uraufgeführte Theaterstücke:
- 2000: Veit Bach. Urvater der Musikerfamilie Bach
- 2004: Hans Bach. Ein Spielmann
- 2008: Der verliebte Kantor
- 2012: Kirchendonner um Sankt Viti
- 2016: Alles geht den Bach hinüber
- 2022: Vitus Bach und der Anfang zur Musik